# 莱勒波
莱勒波（法語：Les Repôts，法語發音：[le ʁəpo]）是法国汝拉省的一个市镇，位于该省西部偏南，属于隆斯勒索涅区。

## 地理
莱勒波（46°40'57"N, 5°24'55"E）面积4.02 平方千米，位于法国勃艮第-弗朗什-孔泰大區汝拉省，该省份为法国东部内陆省份，北起上索恩省，西北接科多尔省，西临索恩-卢瓦尔省，南至安省，东与杜省和瑞士接壤。
与莱勒波接壤的市镇（或旧市镇、城区）包括：方丹布吕、库尔拉乌、布雷斯地区博尔派尔、萨耶纳尔。

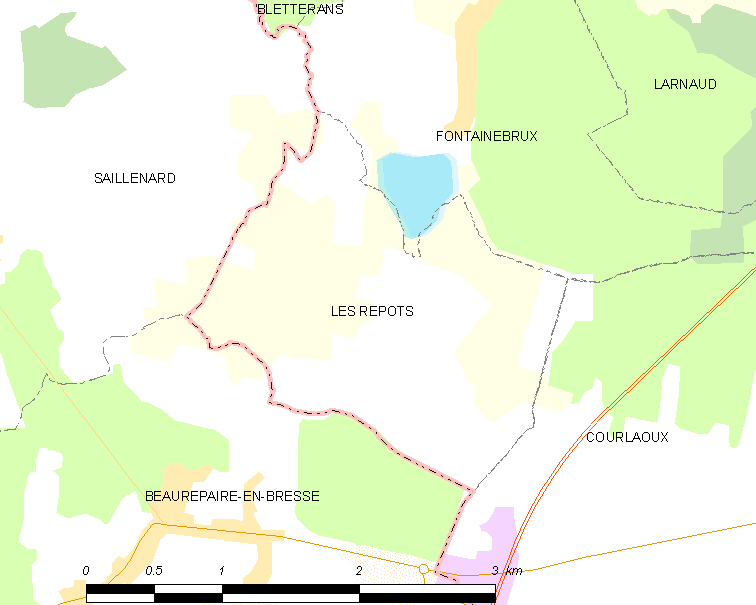
莱勒波的OSM定位图

莱勒波的时区为UTC+01:00、UTC+02:00（夏令时）。

## 行政
莱勒波的邮政编码为39140，INSEE市镇编码为39457。

## 政治
莱勒波所属的省级选区为布莱特朗县。

## 人口

1962-2008年间莱勒波人口变化图示

莱勒波于2022年1月1日时的人口数量为55人。